# نادي مجد المدينة
نادي مجد المدينة (MCAM) هو نادٍ رياضي مغربي لكرة القدم تأسس في المدينة القديمة سنة 1945 بالدار البيضاء، من قبل وطنيين بينهم وداديون.

## تاريخ
تأسس الفريق في سنة 1945، وكان واحدا من بين الفرق الكثيرة التي قاومت الاستعمار، فشارك في الحركة الوطنية، ولعب في العصبة الحرة، وشارك في كل المنافسات الرياضية آنذاك، فقد كان الفريق الثاني داخل المدينة القديمة بالدار البيضاء.
18 نوفمبر 1947 في المشور بالرباط، بحضور الحسن الثاني، فاز على نادي التقدم في فاس بنتيجة (2-1)، ليتمكن أيضًا من الحفاظ على القطعة الفنية لسنة إضافية بعد تتويجه بها في النسخة السابقة ضد الجمعية الرياضية المراكشية بنتيجة (1-0).
شارك في تأسيس الفريق كل من مصطفى البوتيني ونصر الدين الدوبلالي والشهيد محمد الزرقطوني، ولعب له أمير حديقة الأمراء عبد الرحمن بلمحجوب الذي لعب مع المنتخب الفرنسي في مونديال 1954، كما لعب له بوشعيب شفيق وعبد الرحمان عسيلة والشتوكي والعفاري ومصطفى بلحسن، ولاعبون آخرون كبار.
انخرط فريق المجد بالجامعة الملكية المغربية لكرة القدم، وبدأ مساره في بطولة القسم الثالث بالبطولة الوطنية، وكان في كل موسم يبحث عن الصعود للقسم الثاني، تطلب منه الأمر انتظار سنوات طويلة، وفي كل موسم كانت تزداد شعبية الفريق، وكانت تزداد ترسانة لاعبيه، فقد لعب له حسن بنعبيشة وعزيز الحسوني وهشام جويعة وغيرهم.
سنة 1998، سيقود الفريق المدرب عبد الحق أنيني، تطلب الأمر سنتين من العمل، عبر الفريق أدوار منافسات كأس العرش بنجاح، وصل معه عبد الحق أنيني رفقة خالد منير، المسير الذي ساند الفريق، إلى دور ربع النهائي قبل أن ينسحب المدرب، ليكمل مساعده بوشعيب السديان، مسار التألق.
في سنة 2000، سيدخل فريق المجد تاريخ الألقاب من بابه الواسع، فقد وصل الفريق إلى نهائي كأس العرش، وخاض مباراة كبيرة في الرباط ضد فريق النهضة السطاتية، فاز خلالها بضربات الترجيح، وحمل كأس العرش في يوم تاريخي ظل محفورا في ذاكرة كل البيضاويين، خاصة وأنه لم يرشحه أحد ليحقق إنجازه وهو الذي يلعب في قسم الهواة. وفي السنة نفسها صعد الفريق إلى القسم الثاني.
لم يمض فريق المجد سوى أربعة أعوام في القسم الثاني ليعود في سنة 2006 إلى قسم الهواة، وحرم من دفء ملعب فيليب (ملعب العربي بن مبارك) الذي وقّع فيه على أجمل المباريات.

## الإنجازات
- كأس المغرب:
  - اللقب : 1946، 1947، 2000[4]

## روابط خارجية
- مجد المدينة الدار البيضاء على موقع كووورة